# Bassano Romano
Bassano Romano es una localidad italiana de la provincia de Viterbo, región de Lacio, con 4.884 habitantes.

## Evolución demográfica
| Gráfica de evolución demográfica de Bassano Romano entre 1861 y 2001 |
|                                                                      |
| Fuente ISTAT - elaboración gráfica de Wikipedia                      |